# Félix Huarte
Félix Huarte Goñi (Pamplona, 31 de marzo de 1896 - Ibidem., 12 de abril de 1971) fue un empresario y político español.

## Biografía

### Formación
Nacido en el seno de una familia de artesanos, a los catorce años comenzó a trabajar primero como mecanógrafo y cuatro años después, tras hacerse delineante, en unas oficinas de estudios y proyectos de construcción, ingresando más tarde en una empresa de dicho sector. Sus padres fueron Pedro Huarte Erro y María del Pilar Goñi Iriarte.

### Actividad empresarial
En 1927 fundó, junto con Emilio Malumbres, la Sociedad Huarte y Malumbres, que posteriormente pasó a llamarse "Huarte y Cía., S.A." Las actividades de esta empresa se extendieron rápidamente por todo el ámbito nacional. Durante la II República construyó la Ciudad Universitaria de Madrid, y después de la Guerra Civil realizó obras importantes en los Nuevos Ministerios, el Puerto de Pajares y el Estadio Santiago Bernabéu.
En 1952 adquirió el Señorío de Sarría, unas tierras que se encuentran cerca Puente la Reina y del río Arga. Allí estableció una empresa vinícola del mismo nombre.
Hasta su muerte fue presidente del Grupo Huarte (actualmente parte de OHL), formado por más de treinta empresas de una variedad de ramas: metalurgia, papel, alimentación, turismo, agrícola, madera, aparcamientos, urbanizaciones, inversiones, etc.
Fue uno de los mayores contratistas del franquismo, y el encargado de acometer la obra del Valle de los Caídos.

### Trayectoria política
Desempeñó el cargo de Concejal de Ayuntamiento de Pamplona, vicepresidente de la Diputación Foral de Navarra de 1964 a 1971, y Presidente de la Caja de Ahorros de Navarra. Murió pocos días después de cesar como vicepresidente de la Diputación.
Desde su dedicación a la política trabajó especialmente por la modernización económica de Navarra, impulsando en 1964 el "Programa de Promoción Industrial", cuyo estudio había encargado previamente a su cargo para propornerlo a la Diputacion, que transformó radicalmente el tejido productivo navarro fomentando el cambio de la tradicional economía agraria navarra a la industrial; a esa modernización llevó  impulso una fuerte inmigración, invirtiendo el proceso pérdida de población que sufría Navarra.

## Condecoraciones
- Medalla al Mérito en el Trabajo (1958); le fue retirada el 27 de octubre de 2022.[4]

- Hijo Predilecto de Navarra (30 de abril de 1971).[5]
- El Gobierno navarro  le concedió a título póstumo la Medalla de Oro de Navarra durante la celebración del Día de Navarra el 3 de diciembre de 2014. Al acto de entrega de la medalla, que recibió su hijo Jesús Huerte, asistieron representantes de UPN, PSN y PPN; sin embargo no asistieron -manifestando así su desacuerdo con la concesión de la medalla- representantes de EH Bildu, Geroa Bai e Izquierda-Ezkerra[6]
- Plaza con su nombre en Pamplona.[7]